# Hess-háromszög
A Hess-háromszög (Hess Triangle) a legkisebb ingatlan New Yorkban, nagyjából 3226 négyzetcentiméteres.

## Története
1910-ben a város vezetése úgy döntött, hogy a metrót összeköti a Pennsylvania állomással, és meghosszabbítja dél felé. Az új szakasz fölé széles sugárutat terveztek, és 11 blokknyi, több mint 250 épületet sajátítottak ki, majd romboltattak le. Az építkezés útjában állt a Voorhis nevű, ötemeletes bérház, amelyet egy philadelphiai építési vállalkozó, David Hess emeltetett. Hess 1907-ben meghalt, az épület új tulajdonosai örökösei lettek, akik perre mentek a város ellen.
A jogi csatározás végén a bíróság a városnak adott igazat, de a telek egy aprócska része egy mérési hiba miatt a Hess-örökösök tulajdonában maradt. A Philadelphia Evening Public Ledger 1922-ben beszámolt az apró ingatlanról, azt állítva, hogy New York vezetése 1921-ben adót akart szedni utána. Frank Hess, az egykori építtető fia azt mondta a lapnak, hogy nem is tudott a telek létezéséről.
A város vezetése arra kérte, hogy a birtok maradványát, amely egy járda része lett, ajándékozzák New Yorknak. A tulajdonosok visszautasították a kérést. 1922. július 27-én mozaikkal rakatták ki a háromszöget, amelyen még ma is a következő szöveg olvasható szabad magyar fordításbanː A Hess Ingatlanügynökség tulajdona, amelyet soha nem engedtek át közcélokra (Property of the Hess Estate Which Has Never Been Dedicated For Public Purposes). A háromszög egy dohánybolt előtt van a járdán, a Christopher és a 7th Avenue sarkán. 1938-ban a Village Cigars ezer dollárért megvásárolta.